# Bathythrix hirticeps
Bathythrix hirticeps är en stekelart som först beskrevs av Cameron 1909.  Bathythrix hirticeps ingår i släktet Bathythrix och familjen brokparasitsteklar. Inga underarter finns listade.